# 友島

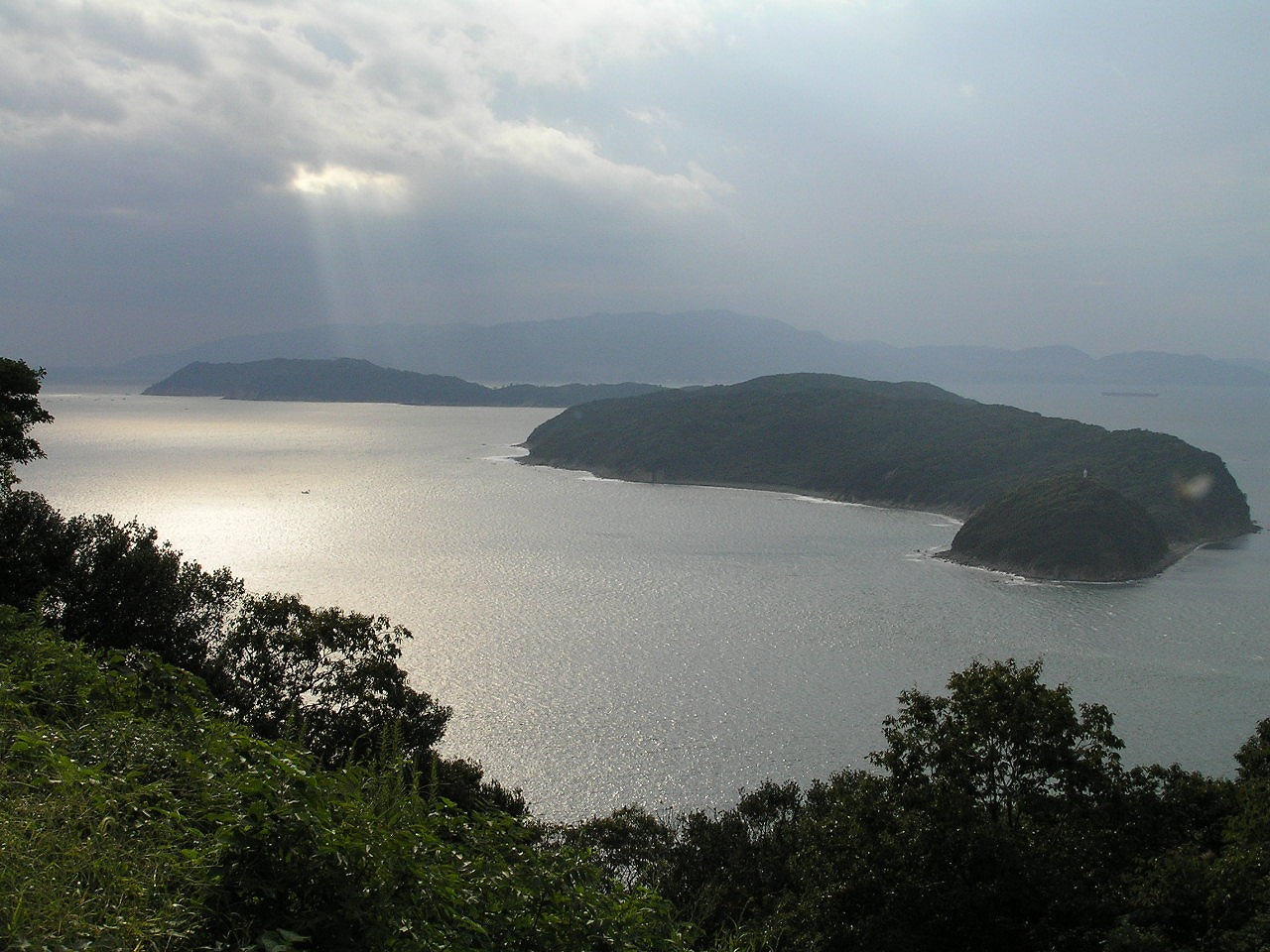
由和歌山側眺望友島。最遠處為淡路島

友島（友ヶ島）是指位於日本和歌山縣西側的無人島群，位於紀淡海峽，由西至東分別為沖之島（沖ノ島）、神島、虎島及地之島（地ノ島）。行政劃分上屬於和歌山市加太，為瀨戶內海國立公園的一部份。
友島最西邊的沖之島距淡路島主體約4.5公里，最東邊的地之島距紀伊半島約900公尺，以北為大阪灣，以南為紀伊水道。
友島總面積約為2.59平方公里，其中最大的是沖之島，其次為地之島、虎島及神島。沖之島與虎島基本相連，神島距沖之島也僅約60公尺。
為漫畫夏日時光場景的原型，直到二戰結束前都是軍事要地，禁止一般人進入，頗具神秘色彩。